# Frullania polyptera
Frullania polyptera là một loài Rêu trong họ Jubulaceae. Loài này được Taylor mô tả khoa học đầu tiên năm 1846.